# پرچم براندنبورگ
پرچم براندنبورگ در ۲۰ ژانویه ۱۹۹۱ پذیرفته شد.